# Хутора Иказненские
Хутора Иказненские (бел. Хутары Іказненскія) — деревня в Браславском районе Витебской области Беларуси. Входит в состав Тетерковского сельсовета.

## География
Деревня находится в западной части Витебской области, к западу от озера Иказнь, при автодороге Р-14, на расстоянии приблизительно 9 километров (по прямой) к востоко-юго-востоку от города Браслав, административного центра района. Площадь населённого пункта — 0,1952 км².

## История
По состоянию на 1905 год, в имении Иказнь проживал 41 человек (24 мужчины и 17 женщин). В административном отношении входило в состав Перебродской волости Дисненского уезда Виленской губернии.
В 1921 году колония входила в состав гмины Пшебродзе Дисенского повета Виленского воеводства Второй Польской республики. Числилось 123 жителя (71 мужчина и 52 женщины), проживавших в 16 домах. В этническом составе населения того периода белорусы составляли 92 %, русские — 8 %. В конфессиональном составе населения преобладали старообрядцы (93,5 %), также были представлены католики (6,5 %).

## Население
По данным переписи 2019 года, в деревне проживало 14 человек.
| Год  | Население, человек |
| ---- | ------------------ |
| 1905 | 41                 |
| 1921 | ↗ 123              |
| 2009 | ↘ 14               |
| 2019 | → 14               |